# Molezuelas de la Carballeda
Molezuelas de la Carballeda ist ein nordwestspanischer Ort und eine Gemeinde (municipio) mit nur noch 46 Einwohnern (Stand: 2024) im Süden der Provinz Zamora in der Autonomen Gemeinschaft Kastilien-León. 

## Lage und Klima
Molezuelas de la Carballeda liegt am westlichen Rand der Kastilischen Hochebene (Meseta Iberica) in einer Höhe von ca. 800 m. Die Provinzhauptstadt Zamora ist gut 75 km (Fahrtstrecke) in südsüdöstlicher Richtung entfernt. Das gemäßigte Kontinentalklima wird nur selten vom Atlantik beeinflusst; Regen (581 mm/Jahr) fällt vorwiegend im Winterhalbjahr.

## Bevölkerungsentwicklung
| Jahr      | 1970 | 1981 | 1991 | 2001 | 2011 | 2021 |
| Einwohner | 271  | 238  | 178  | 111  | 82   | 46   |

## Sehenswürdigkeiten
- Aemilianuskirche
- Christuskapelle
- Marienkapelle